# 極速快感：全民公敵
《極速快感：全民公敵》（中国大陆又译作）是美国藝電（EA）推出的《極速快感系列》賽車遊戲，于2005年11月15日開始在美國推出。遊戲結合了開放世界競速、警匪追緝、子彈時間，以及車輛改裝等特色。遊戲另推出特別版「黑名單版」，加入普通版沒有的跑車和赛事。
2009年底，《極速快感：全民公敵》全平台銷量達到了1600萬套，為整個極速快感系列最暢銷的一部作品，亦是全球非獨占平台的單一賽車遊戲作品中的最高銷量。

## 遊戲設定
在這款遊戲中，玩家參與穿越《極速快感：最高通緝》背景的非法街頭競賽，使用各種經授權的現實世界車輛，可以進行升級和自定義，同時應對警察的參與，警察会試圖阻礙玩家。賽車事件包括在賽道或點對點賽中進行競爭性賽車，以及檢查點、短程和飛車賽。遊戲有三種遊玩模式 - 生涯模式、快速賽和挑戰系列，某些主機版本的玩家還可以使用第四種模式進行多人遊玩。具体赛事模式主要承袭于地下系列，但进行了精简，漂移、Street X、地下賽車聯賽錦標賽和Outrun不再登场，被兩個新事件模式取代：
1. 收費站時間挑戰：這是一場檢查點風格的獨賽，玩家必須在一定的時間內到达一組檢查點；剩餘的時間会添加到下一個檢查點的計時器。
2. 雷達測速器挑战：玩家必須以最快的速度通过预设的测速點，最终將每個檢查點的總速度相加以確定贏家。在第一名越過終點線後，其他选手積累的速度會以10公里/小時（6.2英里/小時）递减，这样优先冲线但累计速度稍落后的选手也有了获胜机会。

### 遊戲模式
該遊戲有四個模式可選擇：生涯模式、挑戰賽、快速競賽、連線比賽。生涯模式中，玩家在地圖上活動，與當地車手競速，贏得獎金用於購買和改裝車輛，但需小心可能得警車。生涯模式的最終目標是擊敗15位黑名單車手。挑戰賽模式中，玩家進行預設賽事或完成目標以解鎖更難的賽事。快速競賽可立即進行自訂或隨機產生的賽事，連線比賽則可區域或全球連線競速（EA早已关闭全球服务器，但用户仍能以区域网进行多人游戏）。

#### 生涯（劇情）模式
在生涯模式中，目標是與主要街頭賽車手競賽並打敗他們。玩家通過完成教程並選擇車輛，進行賽車事件贏取金錢。警察追逐發生在自由漫遊、比賽或通過暫停菜單。成功逃脫追逐後，車輛保留威脅度水平，可通過改變外觀或駕駛其他車輛失去。打敗黑名單賽車手解鎖新對手、事件和獎勵。每位黑名單賽車手擊敗後提供六個獎勵，包括特殊零件、性能升級和個人車輛。部件可在自由漫遊後的車庫中獲取。打敗某些賽車手解鎖城市其他區域。

#### 快速竞赛
在快速競賽模式中，玩家可以參加任何他們想參加的賽事，使用任何他們想使用的車輛，同時選擇為該賽事創建自定義參數（即圈數）或讓遊戲創建一組隨機參數。可選擇的事件和車輛數量取決於玩家在遊戲生涯模式中的進度。

#### 挑战赛
在挑戰賽模式中，玩家參加一系列連續的事件，完成一個事件即解鎖下一個事件。其中約一半的事件集中在檢查點賽，其他則包括類似於生涯模式中里程碑事件的追逐事件，每個事件都要求玩家使用特定車輛在特定路線/起點以及在特定熱度水平上完成其目標，車輛為每個事件預調，範圍從生涯模式中可用的各種車輛到不可用的車輛，如傾卸卡車和警車。完成特定挑戰可獲得獎勵車輛，可在生涯和快速競賽模式中使用。

#### 多人游戏
《極品飛車：最高通緝》的多人模式包括在線模式，適用於遊戲的Xbox 360、Xbox、PC和PlayStation Portable版本。最多4名玩家可以參與在線賽事，可以在包括圈回賽、短程賽、淘汰賽和速度陷阱在內的4種遊戲模式中參加賽事。此外，還有在線賽事中啟用性能匹配的選項 - 賽事中的所有車輛都會自動升級，以匹配該賽事中最快車輛的性能（即最高速度、操控等）。賽事結束後，性能匹配所做的所有車輛修改都將被刪除。在2011年8月1日關閉了在線多人遊戲大廳，但仍然可以通過非官方修改版“最高通緝在線”進行多人遊戲。

### 車輛與改裝
遊戲提供了一系列可供玩家選擇的原廠車輛，每輛車都可以在遊戲的生涯模式中進行修改，以升級其性能和外觀。車輛外觀的自定義有限；自定義的主要重點是降低車輛的熱度水平，而不是像地下系列中那樣以聲望為重點 - 雖然一些在之前的版本中可能的元素被刪除，其他元素則進行了較小的更改，如玩家能夠在車輛上使用整體車身套件，僅使用一個車輛的涂層，外觀顏色僅限於車身主體、輪圈和車窗著色。玩家可以使用的其他車輛 - 大多數是從遊戲的黑名單賽車手那裡獲得的，或在擊敗黑名單賽車手後解鎖，而其他一些是完成挑戰後獲得的獎勵；遊戲中提供的一些車輛是黑色版遊戲的額外添加。警車無法在遊戲中駕駛，除非在遊戲的挑戰系列模式中進行特殊事件。

### 車損機制
與《地下狂飆》系列一樣，《最高通緝》避免在所有賽車模型上使用重大的車輛損壞，只有被刮傷的油漆和嚴重破損的擋風玻璃構成了賽車損壞建模的全部內容。然而，警車在被玩家的車撞擊或由玩家引起與其他車輛或障礙物（“可中斷物件”）相撞時會損毀。

### 道具
在比賽和生涯模式中，玩家可以使用Nitrous Boosts（氮气加速）來幫助他們在對手面前取得優勢。與地下不同，它首次引入了這種遊戲機制，Nitrous Boosts會隨著時間的推移重新充電，因此玩家可以在需要時重新使用它。玩家可以使用第二個能力在困難情況下幫助他們，稱為「Speedbreaker」 - 使用時，這種能力會減慢時間（類似於子弹时间），引發漂移並瞬間增加玩家車輛的重量，使其更難被推動，從而使玩家能夠操縱他們的車輛擺脫困境。

## 故事情節

### 背景
本作《最高通緝》故事發生在虛構城市Rockport（非正式譯名為“石港市”/“洛克波特”市，下同），包括三個主要區域：Rosewood、Camden Beach（卡姆登海滩）和Downtown Rockport（石港市市区）。城市包括骯髒的工業區、富裕的郊區、山區和樹木環繞的地方、大學校園以及市區核心，道路網絡涵蓋海岸線道路到主要高速公路。受美國“鐵鏽帶”和太平洋西北地區城市的影響，有些地方與賓夕法尼亞州匹茲堡、華盛頓州西雅圖和俄勒岡州波特蘭這些城市有相似之處。故事和事件主要發生在日出和日落之間，與前作中夜間比賽的時間截然不同。

### 情節
在Rockport市，Rockport警局（RPD）努力結束城市的非法街頭賽車活動。交通警察隊由警官克羅斯(Jonathan Cross)（由Dean McKenzie飾演）領導。他致力於打擊任何街頭賽車，特別是一個被稱為“黑名單”的15名賽車手，他們以賽車技能和危險的違法駕駛而聞名。
玩家扮演的是一名名稱未知的街頭賽車手，為遊戲主角。他帶著一輛定制的藍色和銀色寶馬 M3 GTR來到Rockport挑戰“黑名單”。他在南部橋向Camden Beach駕駛時遇到了街頭賽車手蜜雅(蜜雅 Townsend)（裘絲·梅林飾），與她進行比賽，直到在市區被警官克羅斯和他的女搭檔攔住，在此之前蜜雅已離開。主角在克羅斯接到參加正在進行的追逐後的調度僥倖逃脫。
然後，他偶然發現並與羅納德·麥克雷，綽號“朗尼”比賽，他駕駛著一輛黃色的豐田 Supra A80，打敗他後引起了克萊倫斯·卡拉漢，綽號“剃刀”的注意，他最初是排名最低的車手。他在蜜雅的幫助下安排了一場比賽，剃刀的手下佐藤徹，綽號“公牛”與“朗尼”一起參賽。儘管警察干擾比賽，但玩家贏了。
然後玩家與羅格比賽（由André Sogliuzzo配音）。他對主角印象深刻，決定站在玩家一邊，警告他要“在這些傢伙周圍小心”。剃刀在一個十字路口與玩家對賽，嘲笑玩家清除他的挑戰，並警告所有黑名單比賽失敗者會失去車輛。
幾天後，在一場比賽中挑戰剃刀時，蜜雅發現玩家的BMW在比賽開始時在起點留下了大量的機油，並打電話給玩家警告他儘快結束比賽。然而，由於剃刀暗中破壞M3的油路，引擎故障，玩家輸掉了比賽，被迫將車交給剃刀。克羅斯很快與RPD一起到達，逮捕了玩家進行街頭賽車，因為剃刀和其他街頭賽車手逃脫，但由於缺乏證據，不得不釋放玩家，因為玩家不再有車開。
被釋放后，蜜雅從警察局接走了玩家，並向玩家透露剃刀為了奪取車輛並在黑名單中爬升而破壞了他們的車，並建議他們做同樣的事情以報復。她為玩家提供了一個藏身處，幫助他確保一輛新車，玩家開始努力參加一系列街頭賽車和挑戰，其中包括警察追捕。儘管蜜雅幫助玩家，但她還在他身上下了“邊注”，並告訴他為了幫助他而把視線移開。
隨著時間推移，玩家黑名單排名上升，獲得足夠的聲望，一旦成為黑名單上的第13名賽車手，主角就吸引了剃刀的注意。從那時開始，他在遊戲中不時給玩家打電話，遊戲後期變得憤怒，指責玩家是警察，或是和警察在一起，因為Rockport的比賽中警察的監視越來越多。
在結局，對手再次進行了另一場5場“粉紅票”比賽，玩家最終擊敗了剃刀。蜜雅從剃刀手中奪走了M3的鑰匙，當剃刀試圖把它們奪回時，她制服了他並把他摔到地上。“公牛”和其他人試圖對付蜜雅，但她向他們揭示自己是RPD的臥底警察，一直在克羅斯的內部努力打擊黑名單，通過向他們展示徽章和展示她的警用武器。
克羅斯很快與警局支援逮捕黑名單以免他們逃脫。在剃刀和其他人被捕之前，蜜雅把鑰匙丟給了玩家以便逃脫。因撲空而惱怒的克羅斯，氣急敗壞地下令整個RPD追捕玩家，他現在是全國最受通緝的街頭賽車手。當RPD開始對玩家進行全市范圍的搜捕時，蜜雅與他聯繫，通知他有一條通往城市邊界的逃生路線，可以跳過一座廢棄的橋，而M3足夠快以便越過。玩家成功通過跳過橋樑逃脫警察。在片尾字幕後，克羅斯為玩家和他的BMW M3 GTR發布了一個全國級的通緝令，將他加入國家最高通緝名單。這一事件導致了續作《極速快感：卡本峽谷》的開始。

## 原聲音乐
遊戲中的音樂主要由EA Trax提供，涵蓋多種音樂風格，包括說唱、嘻哈、電子音樂和搖滾，由The Prodigy、Celldweller、Styles of Beyond（以演唱遊戲標誌性菜單主題曲“Nine Thou”而聞名，並與Celldweller合作演唱另一首名為“Shapeshifter”的歌曲）、Rock、Lupe Fiasco、Disturbed、七级炼狱、BT＆The Roots（以演唱原先在Blade II中的歌曲“Tao of the Machine”而聞名）、Static-X、致命情人和Hush等藝術家演唱。說唱歌曲主要在遊戲的主菜單中播放，而嘻哈、搖滾、電子音樂和技藝音樂則主要在賽車過程中播放。遊戲還包括由Paul Linford創作的追逐場景配樂。
Paul Linford與Chris Vrenna共同製作了兩首在賽車中播放的原創歌曲：“The Mann”和“Most Wanted Mashup”。這些授權歌曲可以在自由漫遊、賽車中播放，並在追逐中是可選的，如果玩家選擇不播放由Paul Linford演奏的授權配樂，或者根本不播放。部分追逐場景音樂最終會出現在其後續作品《极品飞车：生死卡本谷》中。

## 特别版本

### 最高通緝：黑名单特别版
為慶祝《極品飛車》系列，十周年的特別收藏版被推出，被稱為"黑色版"，專為獨特的收藏家而設。此版本包含額外的遊戲內容和開發人員的內部見解。收藏版具有幕後花絮和在正式版本發行之前被刪減的內容，為玩家提供更深入的遊戲體驗。

### 最高通緝：5-1-0
《极品飞车：最高通緝：5-1-0》是PSP上的《最高通緝》，与其他平台同款游戏同一天发售。，最高通緝：5-1-0有和最高通緝相似的15人黑名单和生涯模式，而新增了“Tuner Takedown”和“当警察”（“Be The Cop”）模式。最高通緝：5-1-0缺少很多其他平台和个人电脑平台同款游戏的组成部分，例如cut scene、故事主线和漫游模式，并且有少量区别（例如黑名单中使用赛车手真名而不是外号）。游戏主题是数字“5-1-0”，是警察对街头竞速的代号。

## 评价
| 汇总媒体     | 得分                       |
| ------------ | -------------------------- |
| GameRankings | 82.95%（69条评论）         |
| Metacritic   | 82 out of 100 (19 reviews) |

| 媒体            | 得分          |
| --------------- | ------------- |
| 1UP.com         | A-            |
| Game Informer   | 8.5（满分10） |
| Game Revolution | B+            |
| GameSpot        | 8.4（满分10） |
| GameSpy         | [ 11 ]        |
| IGN             | 8.5（满分10） |
| 官方Xbox杂志    | 9.5/10        |
| PC Gamer美国    | 98（满分100） |
| PC Zone         | 88（满分100） |

雖有少量批評，《極品飛車：最高通緝》獲得了大多正面評價。GameSpot讚揚遊戲的“銳利圖形”和“優秀的音效”，但指出AI有時一開始可能很容易，但後來變得有時很難。IGN讚揚地圖設計，形容它為“一個瘋狂的鉻金屬色和棕褐色的工業結構景觀”，還讚揚了車輛建模、車輛陣容和高級跑車的回歸。對於警察系統的讚譽尤為高，指出警察持續增加的攻擊性和人數，為遊戲增加了挑戰、惱人和有韌性的元素，使遊戲更具挑戰性和娛樂性。甚至對於剧情插曲和他们的演员表现也给予好评，这通常容易受到批評，认为这种动画、高度色彩鲜艳的全动态角色和程式化的背景的混合既富有想象力又令人耳目一新。
在第9屆年度互動成就獎中，互動藝術與科學學會授予《極品飛車：最高通緝》“年度競速遊戲”獎，並提名“傑出女性角色表現”。
《極品飛車：最高通緝》在商業上取得成功；全球售出1600萬份，其中在美國售出390萬份，成為該系列中銷售最好的遊戲。《最高通緝》的PlayStation 2版本獲得了英國娛樂和休閒軟件發行協會（ELSPA）頒發的“雙白金”銷售獎，表明在英國至少售出了60萬份。地图设计被给予了赞赏，被描述为“一个疯狂的镀铬、棕褐色调的工业建筑景观”，对汽车建模也赞不绝口，称其为“尤其是车模看起来非常流畅”。车辆阵容和超级跑车(Exotic cars)的回归也受到了高度赞扬。特别强调了警察系统，称“警察从未那么聪明，但他们的攻击力和数量不断增长。”和“他们增添了挑战、烦恼和压力等必要的要素，使得游戏变得如此有趣”。甚至对剧情过场动画及其角色的选择也给予了赞扬，通常这方面常受到批评，称其为“动画化、高度色彩鲜艳的FMV角色和风格化背景的结合既富有想象力又令人耳目一新”。

## 外部連結
- 极品飞车台灣中文官網 （页面存档备份，存于）
- 极品飞车：无间追踪——NFS Wiki（FANDOM,中文）